# Агищев, Владимир Афанасьевич
Владимир Афанасьевич Агищев (1860—?) — русский военный  деятель, генерал-майор  (1917). Герой Первой мировой войны.

## Биография
В 1879 году  после окончания Московского 2-го кадетского корпуса вступил в службу. В 1881 году после окончания Константиновского артиллерийского училища произведён в прапорщики и выпущен в 6-ю артиллерийскую резервную бригаду. В 1883 году произведён в подпоручики, в 1885 году  в поручики, в 1892 году в штабс-капитаны, в 1897 году в капитаны. В 1904 году  произведён в подполковники, командир батареи 38-й артиллерийской бригады.
С 1914 года участник Первой мировой войны, полковник, командир 2-го дивизиона 17-й артиллерийской бригады. В 1917 году произведён в генерал-майоры. 
9 марта 1915 года за храбрость награждён Георгиевским оружием: 
За то, что в боях с 15 по 18 августа 1914 года у поселка Комарова, находясь в положении исключительной опасности, управляя огнем своих батарей, не дал возможности противнику укрепиться, уничтожив несколько его пулеметов. Своим огнем содействовал нашим пехотным полкам не только укрепиться, но и неоднократно атаковать лес, занятый противником

## Награды
- Орден Святого Станислава 2-й степени с мечами  (1906; ВП 13.10.1915)
- Орден Святой Анны 2-й степени с мечами (1910; ВП 17.10.1916)
- Орден Святого Владимира 4-й степени (1914; Мечи и бант к ордену — ВП 29.03.1915)
- Орден Святого Владимира 3-й степени с мечами (ВП 07.11.1914)
- Георгиевское оружие (ВП 09.03.1915)
- Высочайшее благоволение (ВП 08.07.1915)
- Высочайшее благоволение (ВП 17.08.1915)